# Grewia oppositifolia
Grewia oppositifolia är en malvaväxtart som beskrevs av Buch.-ham. och David Don. Grewia oppositifolia ingår i släktet Grewia och familjen malvaväxter. Inga underarter finns listade i Catalogue of Life.